# 南新庄駅
南新庄駅（みなみしんじょうえき）は、山形県新庄市大字鳥越にある、東日本旅客鉄道（JR東日本）陸羽東線の駅である。

## 歴史
1915年（大正4年）に新庄線（現在の陸羽東線の前身）新庄駅 - 瀬見駅（現：瀬見温泉駅）が開通した際、新庄駅からの約5 kmは、既存の奥羽本線に並行して単線を敷設した（単線並列）。
この並行区間は1944年（昭和19年）に戦時中の資材供出を理由に一旦単線の共有に変更されたが、1960年（昭和35年）に再度分離が実施された。
この分離にあたって、単線化の際に設置されていた鳥越信号場の所在地とほぼ同一地点の陸羽東線側のみに旅客駅が設置されることとなり、当駅が設置された（鳥越信号場はその後奥羽本線単独の信号場として別地点へ再設置される。当該項目も参照）。
こうした経緯もあり、日本国有鉄道（国鉄）時代は、陸羽東線単独駅としては当駅のみ奥羽本線を管轄する秋田鉄道管理局管轄で、当駅を出て小牛田方面が仙台鉄道管理局管轄となっていた（JR化後、秋田支店→東北地域本社→仙台支社→東北本部に移管）。

### 年表
- 1944年（昭和19年）12月1日：鳥越信号場を開設[3]。
- 1960年（昭和35年）12月20日：鳥越信号場から新庄駅まで線増し、奥羽本線と陸羽東線を分離、鳥越信号場を廃止し、南新庄駅を陸羽東線側のみに開業[3][5]。駅員無配置駅[6]。
- 1987年（昭和62年）4月1日：国鉄分割民営化により、JR東日本の駅となる[3]。
- 2024年（令和6年）10月1日：えきねっとQチケのサービスを開始[1][7]。

## 駅構造
単式ホーム1面1線を有する地上駅である。待合室兼用の簡素な駅舎がある。前述の経緯から奥羽本線（山形線）の線路が並行している。新庄統括センター（新庄駅）管理の無人駅である。

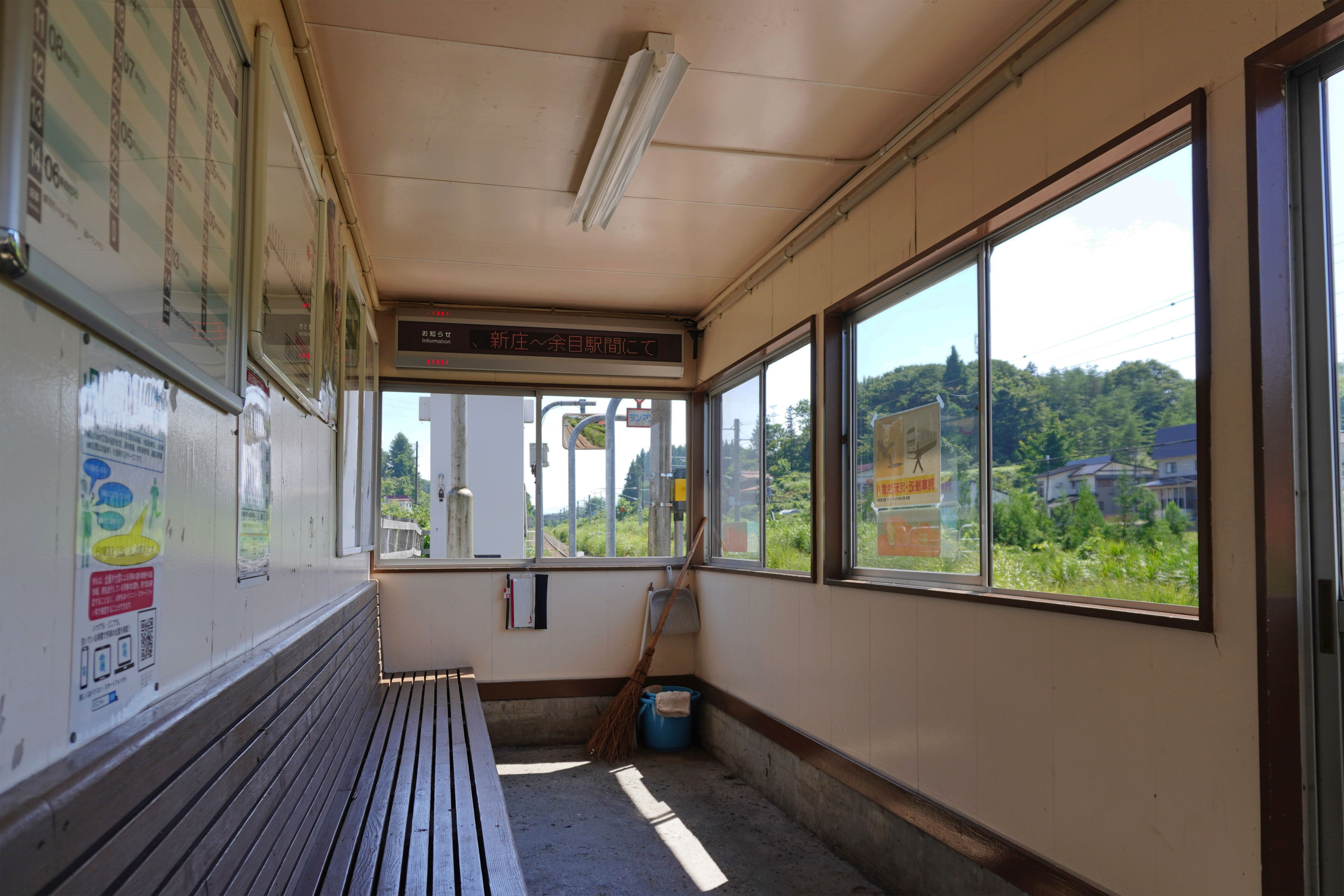
待合室（2023年7月）
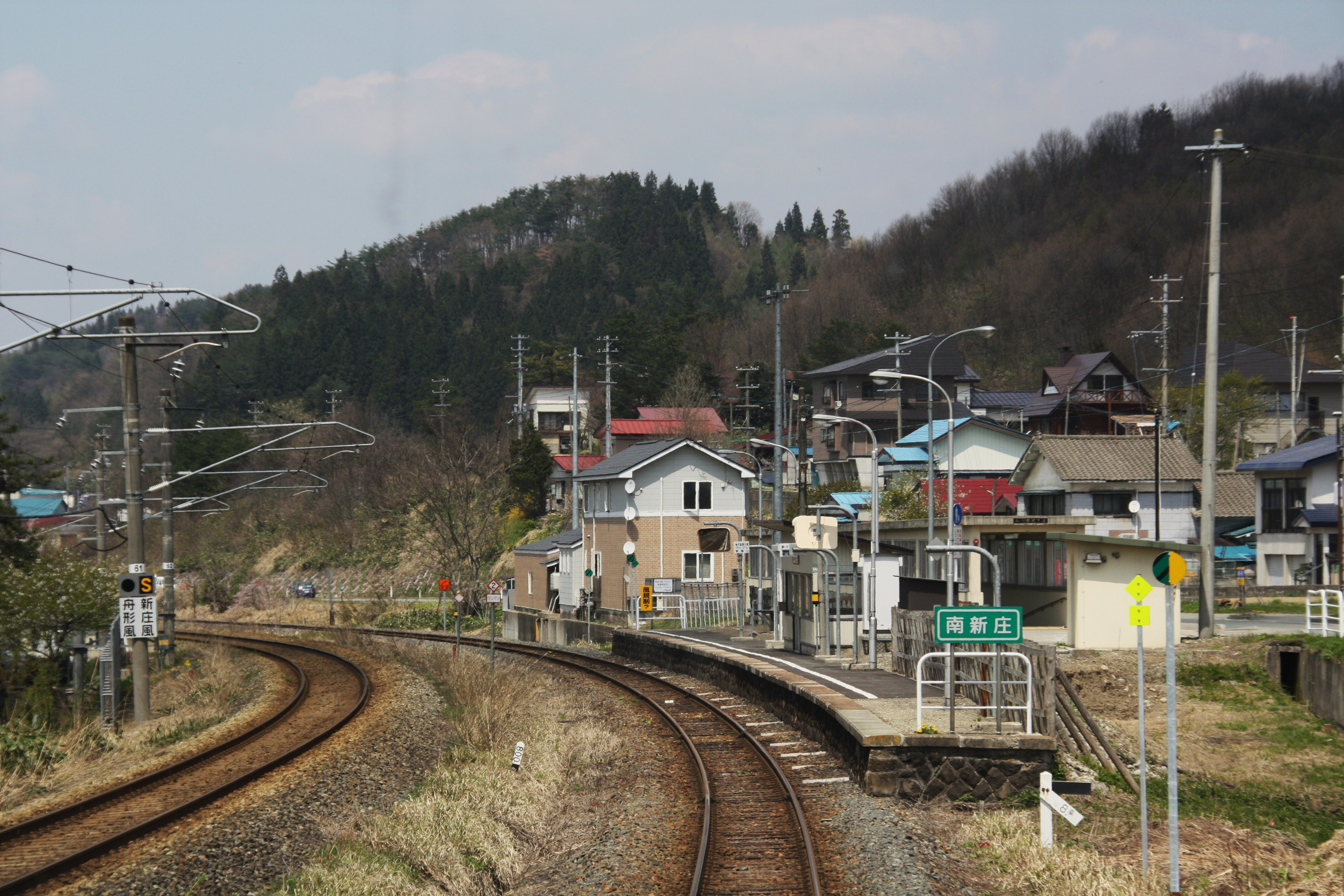
ホーム。左の奥羽本線側にはホームはない。（2009年4月）

## 利用状況
「山形県の鉄道輸送」によると、2000年度（平成12年度）- 2004年度（平成16年度）の1日平均乗車人員の推移は以下のとおりであった。
| 乗車人員推移       | 乗車人員推移     | 乗車人員推移 |
| 年度               | 1日平均 乗車人員 | 出典         |
| ------------------ | ---------------- | ------------ |
| 2000年（平成12年） | 3                | [ 8 ]        |
| 2001年（平成13年） | 2                | [ 8 ]        |
| 2002年（平成14年） | 3                | [ 8 ]        |
| 2003年（平成15年） | 2                | [ 8 ]        |
| 2004年（平成16年） | 2                | [ 8 ]        |

## 駅周辺
駅周辺にはあまり住宅はない。
- 国道13号
- 新庄市サイクルスポーツセンター

## 隣の駅
東日本旅客鉄道（JR東日本）
■陸羽東線
長沢駅 - 南新庄駅 - 新庄駅